# キュアード
『キュアード』（Cured）は、イギリスのギタリスト、スティーヴ・ハケットが1981年に発表した5作目のスタジオ・アルバム。

## 背景
ハケットは『スペクトラル・モーニングス』（1979年）及び『ディフェクター』（1980年）で起用した自身のツアー・バンドを解体し、本作ではハケット自身がベースも兼任して、ドラム・パートはドラムマシンを使用した。また、ハケット自身が全ボーカル・パートを担当した初のアルバムに当たる。
アルバム・タイトルは、『ディフェクター』に伴うツアー終了後、ブラジルで3か月休養していた頃に曲作りが行われたことに由来している。

## 反響・評価
全英アルバムチャートでは5週トップ100入りし、最高15位を記録した。ノルウェーのアルバム・チャートでは5週連続でトップ40入りし、最高21位を記録した。
ロビン・プラッツはオールミュージックにおいて5点満点中3点を付け「スティーヴ・ハケットはジェネシス脱退以降、自身のアルバムを何枚か作ってきたが、1981年の『キュアード』ほど、真の意味でハケットのソロ・アルバムと言える作品はなかった」「ハケットの以前の作品とは殆ど似ておらず、アルバムの大半は、より売れ線のサウンドのポップ・ミュージックとなった」と評している。

## リイシュー
2007年リマスターCDにはボーナス・トラックが3曲追加され、「テイルズ・オブ・ザ・リヴァーバンク」はシングル「ホープ・アイ・ドント・ウェイク」のB面曲である。また、「セカンド・チャンス」はハケットの友人の俳優ラルフ・ベイツが出演したテレビ・シリーズ『セカンド・チャンス』のテーマ曲で、シングル「ピクチャー・ポストカード」のB面に収録された。

## 収録曲
特記なき楽曲はスティーヴ・ハケット作。4. 6.及びリマスターCDボーナス・トラックの3曲はインストゥルメンタル。
1. ホープ・アイ・ドント・ウェイク - "Hope I Don't Wake" - 3:47
2. ピクチャー・ポストカード - "Picture Postcard" - 3:54
3. キャント・レット・ゴー - "Can't Let Go" - 5:42
4. ジ・エアー・コンディションド・ナイトメア - "The Air-Conditioned Nightmare" - 4:42
5. ファニー・フィーリング - "Funny Feeling" (Steve Hackett, Nick Magnus) - 4:06
6. ア・クレイドル・オブ・スワンズ - "A Cradle of Swans" - 2:49
7. オーヴァーナイト・スリーパー - "Overnight Sleeper" (S. Hackett, Kim Poor) - 4:37
8. ターン・バック・タイム - "Turn Back Time" - 4:23

### 2007年リマスターCDボーナス・トラック
1. テイルズ・オブ・ザ・リヴァーバンク - "Tales of the Riverbank" (Traditional) - 2:00
2. セカンド・チャンス - "Second Chance" - 2:00
3. ジ・エアー・コンディションド・ナイトメア（ライヴ・ヴァージョン） - "The Air-Conditioned Nightmare (live)" - 4:08

## 参加ミュージシャン
- スティーヴ・ハケット - ギター、ボーカル、ベース
- ニック・マグナス - キーボード、ドラムマシン
- ジョン・ハケット - ベース・ペダル(on #3)、フルート(on #7)
- ビンボ・アコック - サクソフォーン(on #2)